# Shirley Manson
Shirley Ann Manson (Edimburgo, 26 de agosto de 1966) é uma cantora, atriz e modelo  escocesa, mais conhecida como vocalista da banda Garbage.

## Biografia
Nascida na capital escocesa, era filha de uma cantora e desde cedo já demonstrava talento. Com apenas 16 anos, ela entrou na banda de seu namorado, que se chamava Goodbye Mr. Mackenzie, tocando teclados e fazendo backing vocals. Dez anos depois, com o fim do Goodbye Mr. Mackenzie (que nunca obteve muito sucesso), Shirley se tornou a vocalista da banda Angelfish.
Nessa época, os outros integrantes do Garbage já estavam trabalhando no projeto e procuravam por uma vocalista. Eles conheceram Shirley pelo videoclipe da música "Suffocate Me", do Angelfish, durante o programa 120 Minutes da MTV estadunidense (o equivalente ao Lado B brasileiro).
À frente do Garbage, Shirley Manson tornou-se ícone do rock alternativo dos anos 90, esbanjando talento, carisma e muita atitude no palco. A banda teve seu ápice em meados dos anos 90 com os álbuns Garbage e Version 2.0 e emplacou hits como Only Happy When It Rains, When I Grow Up e Stupid Girl. Em 2005 a banda entrou em um hiato por tempo indeterminado. O lançamento do álbum solo de Shirley Manson estava previsto para 2008, porém, por pressão da gravadora, ele foi adiado.
Recentemente, ela interpretou a gananciosa empresária Catherine Weaver, no seriado Terminator: The Sarah Connor Chronicles, cuja história se passa entre os filmes Terminator 2: Judgment Day e Terminator 3: Rise of the Machines.
Atualmente, Shirley voltou aos vocais da banda Garbage. No primeiro semestre de 2012 a banda lançou o álbum Not Your Kind of People. O primeiro single da banda com o novo álbum no Reino Unido foi a faixa "Battle In Me" e nos EUA, foi lançado "Blood For Poppies", que ganhou um videoclipe inspirado nos filmes mudos, lançado no canal da banda no site You Tube. Shirley voltou a carreira a todo vapor, além do retorno às apresentações ao vivo da banda em todo o mundo, tem feito muitos trabalhos fotográficos em revistas de moda e música.
Manson se identifica como feminista e foi aclamada como uma ícone feminista.